# Canon EOS 3000V
Canon EOS 3000V — малоформатный однообъективный зеркальный фотоаппарат с автофокусом, рассчитанный на фотолюбителей. Поступил в продажу в сентябре 2003 года. Представляет собой упрощённый вариант Canon EOS 300V.
В США продавался как  EOS Rebel K2, в Японии — EOS Kiss Lite.

## Технические характеристики
- Тип применяемого фотоматериала — плёнка типа 135.
- Размер кадра — 24×36 мм.
- Фотографический затвор — электронноуправляемый с вертикальным движением шторок, расположен в фокальной плоскости. Диапазон выдержек от 30 с до 1/2000 с и Bulb.
- Видоискатель — пентапризменного типа, увеличение 0,7×. Поле зрения 90 % (по вертикали и горизонтали). Диоптрийная коррекция ±1 дптр. Точка фокуса окуляра видоискателя вынесена на 18,5 мм. Фокусировочный экран несъёмный с лазерным матированием.
- Автофокус — 7 фокусировочных точек, возможен автоматический или ручной выбор. TTL-CT-SIR, с помощью нескольких датчиков BASIS. В условиях недостаточной освещённости автоматически включается подсветка автофокуса.
- Экспонометрия = TTL-экспонометрическое устройство, замер: оценочный, частичный, центрально-взвешенный интегральный, взвешенный замер в активной точке фокусировки при съёмке со вспышкой, многоточечный замер.
- Фотовспышка встроенная, ведущее число 12 (для ISO 100). Экспозамер по трём зонам, сопряжённых с рамкой автофокусировки. Полностью совместим с фотовспышками Canon системы Speedlite в режимах A-TTL/E-TTL/TTL. Используя вспышки Canon Speedlite серии EX возможна синхронизация на выдержках короче 1/90 сек (режим FP).

## Особенности
- Исключительно быстрый автофокус
- Ультра-компактный стиль
- 35-зонный экспонометрия
- Широкозонная 7-балльная автофокусировка
- Высокое расположение встроенной фотовспышки
- Большая ЖК-панель
- Непрерывная съёмка не более 1,5 кадра в секунду
- 12 режимов съёмки